# تپه‌سر
تپه سر، روستایی است از توابع بخش شیرگاه شهرستان سوادکوه در استان مازندران ایران.

## جمعیت
این روستا در دهستان شرق و غرب شیرگاه قرار دارد و براساس سرشماری مرکز آمار ایران در سال ۱۳۸۵، جمعیت آن ۷۶ نفر (۱۹خانوار) بوده‌است.
درگاه ملی آمار ایران</ref>